# Мејсонтаун (Западна Вирџинија)
Мејсонтаун (енгл. Masontown) град је у америчкој савезној држави Западна Вирџинија.

## Демографија
По попису из 2010. године број становника је 546, што је 101 (-15,6%) становника мање него 2000. године.
| Група             | 2000.       | 2010.       |
| Белци             | 626 (96,8%) | 537 (98,4%) |
| Афроамериканци    | 1 (0,2%)    | 0 (0,0%)    |
| Азијати           | 0 (0,0%)    | 0 (0,0%)    |
| Хиспаноамериканци | 15 (2,3%)   | 2 (0,4%)    |
| Укупно            | 647         | 546         |